# フランソワ・マリウス・グラネ
フランソワ・マリウス・グラネ（François Marius Granet、1777年12月17日-1849年11月21日）は、フランスの新古典主義の画家。
エクス＝アン＝プロヴァンス出身。

## 人物
1777年、エクス＝アン＝プロヴァンスで左官工の家に生まれる。父親の絵画コレクションを模写することで絵画に触れ、その後エクスの絵画学院で学んだ。
1796年、パリに転居し、ジャック＝ルイ・ダヴィッドに師事し、壁画を描きながら生計を立てる。
1802年にローマに赴き、古代の遺跡や芸術家の生涯などを描いた。その頃、教会や修道院の内装が評価され、彼の新古典主義の知識とは反するものではあったが、明暗の強い対比が特徴のオランダ絵画のスタイルで有名になる。
1809年、ダヴィッドのアトリエで知り合ったドミニク・アングルのために、ヴィラ・メディチの宿舎の屋根の上でモデルを務めた。（右のグラネの肖像画の画像参照）
1819年にフランスへ帰国した後、1826年にルーヴル美術館の絵画部門の学芸員に、1830年にはヴェルサイユ宮美術館の館長に任命された。
1848年のフランス2月革命の後、エクスに戻り隠遁し、翌年1849年に没した。
彼の死後、アトリエや絵画はエクス市に遺贈され、彼の栄誉を称えその名を冠したグラネ美術館が同市に建立された。現在も、観光地として賑わっている。

## ギャラリー
- La Récolte des citrouilles à la Bastide de Malvalat (1796)
グラネ美術館所蔵、エクス＝アン＝プロヴァンス
- Le Chœur de la Chapelle des Capucins à Rome (1808)
- La Trinité-des-Monts et la Villa Médicis, à Rome (1808)
ルーヴル美術館所蔵、
パリ
- Stella en prison (1810)
プーシキン美術館所蔵、モスクワ